# Menhir Pierre de Minuit
Der Menhir Pierre de Minuit (auch Menhir de la Chaise oder Grande Pierre genannt) steht etwa einen Kilometer westlich des Dorfes Louzouer, nordöstlich von Montargis im Département Loiret in Frankreich.
Der Menhir Pierre de Minuit (deutsch Mitternachtsstein) ist der höchste unter den etwa 40 Menhiren im Département Loiret. Er ist fast 5,0 Meter hoch, bis zu 2,0 Meter breit und unterschiedlich dick.
Der Stein ist auf der Westseite ein durchlöcherter, narbiger Sandstein, auf der Ostseite ein Konglomerat aus Feuerstein und Kies. Ein Großteil des Konglomerates bröckelt und bildet bizarre Formen, wobei hier und da Stücke herausragen. Wo die Schicht dünn ist, gibt es Löcher durch den Menhir.
Es heißt, Frauen, die Mutter werden wollen, sollten sich auf den Stein setzen.
Der Dolmen de la Pierre de Minuit liegt südöstlich von Pontlevoy im Département Loir-et-Cher.